# Rico Bernasconi
Rico Bernasconi (* 31. Dezember 1970 in Fröndenberg; bürgerlich Alfonso Bernasconi), auch bekannt als Rico Bass, ist ein deutscher House-DJ mit italienischen Wurzeln.

## Karriere
Bernasconi ist als DJ seit 1986 aktiv. Während seiner Karriere nutzte er bis 2008 das Pseudonym Rico Bass und war bzw. ist Mitglied der Bands BoomTown, Master Blaster und Vinylshakerz. Mit diesen Bands hat er mehrere hohe Chartplatzierungen in Europa vorzuweisen.
Seit 2008 tritt er nur noch unter dem Künstlernamen Rico Bernasconi auf. Mit seiner Anfang 2009 veröffentlichten zweiten Single unter diesem Alias, Love Deep Inside, die auch Platz eins der VIVA Club Rotation Dance Charts erreichen konnte, erreichte er erstmals als Solokünstler die deutschen Singlecharts. Im selben Jahr konnte er dies noch steigern, als er zusammen mit Ace of Base deren Coverversion von Cruel Summer neu aufnahm und Platz 69 in den deutschen Singlecharts erreichen konnte. Danach wurden noch viele weitere Tracks veröffentlicht, die auch in den deutschen Dance-Charts regelmäßig hohe Platzierungen erreichen. Kommerziell erfolgreich war eines seiner Lieder jedoch erst wieder im Jahr 2015. Die Single Ebony Eyes wurde sein bis dahin größter Erfolg und erreichte Platz 28 der deutschen Singlecharts.
Bernasconi ist dafür bekannt, vor allem Coversongs zu veröffentlichen. Er hat aber auch einige wenige Titel selbst produziert. Er war im Jahr 2004 Mitgründer des Labels Airbase Recordings, auf dem auch einige seiner frühen Releases erschienen. Er veröffentlicht seine meisten Singles auf Starshit Records und Kontor Records.

## Diskografie

### Singles
als Rico Bass
- 2003: Tekkno Bahia (Beat Checkazz vs. Bass N’ Pulse)
- 2004: AB…Z (Riba & JMK!)
- 2005: Happy Station (vs. Fun Fun)
- 2005: Talkin’ 2 the Nite
- 2006: Cisko Disko (vs. Deejay Bonito)
- 2015: Forever 1 (Bastian Smila & Hayley LMJ)

als Rico Bernasconi
- 2008: Precious Little Diamond
- 2009: Love Deep Inside
- 2009: Cruel Summer (vs. Ace of Base)
- 2009: Hit the Dust
- 2010: She’s a Nympho (mit Farenthide)
- 2010: Luv 2 Like It (vs. DJs from Mars)
- 2010: Undercover (feat. Oraine)
- 2010: Gangsta’s Paradise 2010 (Coolio vs. Rico Bernasconi)
- 2010: One Night In Bangkok (Vinylshakerz & Rico Bernasconi)
- 2011: Nah Neh Nah (vs. Vaya Con Dios)
- 2011: Girls (mit Beenie Man feat. Akon)
- 2012: Hit the Dust 2012
- 2012: Undercover Lover (feat. Oraine & Ski)
- 2012: Party in Mykonos (feat. Natali Thanou & Sommer K.)
- 2013: Party All the Time (feat. Ski & Charlee)
- 2013: Break Me Out (Caesars Melody) (mit Jordy feat. DMD)
- 2013: Sexy Lady (vs. Gloster & Lira feat. William Tag)
- 2014: YOLO (You Only Live Once) (mit Marc Terenzi)
- 2015: Ebony Eyes (mit Tuklan feat. A-Class & Sean Paul)
- 2016: Sie tanzt (feat. Marianne Rosenberg)
- 2017: Nur einmal jung (mit Kimoe feat. David Posor)

### Remixe
- 2007: Tom Pulse vs. Sydney Youngblood – If Only I Could (Rico Bass RMX)
- 2008: Vinylshakerz – Hypnotic Tango (Rico Bernasconi Remix)
- 2008: Rise Up – Fly Over the Rainbow (Rico Bernasconi @ Vinterra Rmx)
- 2009: R.I.O. – After the Love (Rico Bernasconi @ Vinterra Remix)
- 2010: Mr. Malo – S’Express 2.1 (Bernasconi vs. Farenthide RMX)
- 2010: Kit Da Funk – Freak It! (Bernasconi & Farenthide RMX)
- 2010: Luke Payton – Get Busy (Bernasconi & Farenthide Club RMX)
- 2010: Rudy MC vs. Scotty – Paradise (Bernasconi & Farenthide RMX)
- 2010: Ricky Rich vs. Disco Pogo feat. Seaside Clubbers – Party Randale (Bernasconi & Farenthide RMX)
- 2010: Ginuwine feat. Timbaland & Missy Elliott – Get Involved (Rico Bernasconi RMX)
- 2010: Dr. Alban vs. Sash! – Hello South Africa (Bernasconi & Farenthide Remix)
- 2010: Max Farenthide – Happy People (Bernasconi & Farenthide Club Mix)
- 2010: Darius & Finlay feat. Nicco – Rock to the Beat (Rico Bernasconi Remix)
- 2010: Tom Pulse vs. E-Wok – Go Back 2 the Oldschool (Rico Bernasconi's Asskick Mix)
- 2011: Sak Noel – Loca People (What The F**k!) (Rico Bernasconi Remix)
- 2011: Alexandra Stan – Mr. Saxobeat (Rico Bernasconi Remix)
- 2011: Mike De Ville vs. L.A. Calling – Pump It Up (Rico Bernasconi vs. Max Farenthide Remix)
- 2012: Frisco Disco & Boney M. feat. Ski – Ma Baker (Bernasconi vs. Frisco Disco Remix)
- 2012: Alexandra Stan feat. Carlprit – 1.000.000 (Rico Bernasconi Remix)
- 2012: In-Grid – Tu es foutu 2012 (Rico Bernasconi Remix)
- 2012: Megastylez – Take Back the Dancefloor (Bernasconi & Freeze Rmx)
- 2013: Jam & Spoon feat. Plavka & Nate vs. David May & Amfree – Right in the Night 2013 (Rico Bernasconi Remix)
- 2013: Ray Silver – Happy People (Rico Bernasconi & Damian Freeze Remix)
- 2013: Loona – Rakatakata (Un rayo de sol) (Rico Bernasconi Remix)
- 2013: Stereolizza – Go Back to Your Mama (Bernasconi & Jordy Radio Rmx)
- 2015: Sarah Connor – Bedingungslos (Rico Bernasconi Remix)
- 2016: Wolkenfrei – In all deinen Farben (Rico Bernasconi Remix)
- 2017: Helene Fischer – Herzbeben (Bernasconi Remix)
- 2018: Monja Mari Achi – Dominique (Bernasconi Single Mix)
- 2018: Lichtblick – Lichtblick (Rico Bernasconi Remix)